# T A K T O I
T A K T O I is een bestuurslaag in het regentschap Rejang Lebong van de provincie Bengkulu, Indonesië. T A K T O I telt 687 inwoners (volkstelling 2010).